# Ancylorhynchus zonalis
Ancylorhynchus zonalis là một loài ruồi trong họ Asilidae. Ancylorhynchus zonalis được Bromley miêu tả năm 1936. Loài này phân bố ở vùng nhiệt đới châu Phi.